# Эвномия (мифология)
Евномия, Эвномия (др.-греч. Εὐνομία, «благозаконие») — в древнегреческой мифологии ора, дочь Зевса и Фемиды, богиня благозакония и законопорядка. Спутница Муз. Эвномия, вместе с сёстрами Дике и Эйреной, считается одной из Ор, богинь законопорядка, справедливости и мира, охраняющих врата Олимпа. Иногда может восприниматься в качестве синонима «лучшего правления».
В мифологии фигурировала ещё одна Эвномия, дочь Гермеса и Афродиты, но не ясно, это одна и та же богиня, либо две разные.
Именем оры Евномии назван астероид 15, открытый в 1851 году.